# أدريان برانش
أدريان برانش (بالإنجليزية: Adrian Branch) مواليد 17 نوفمبر 1963 في واشنطن العاصمة، هو لاعب كرة سلة أمريكي سابق. تم اختياره من قبل فريق شيكاغو بولز خلال الدرافت. يبلغ طوله 6 قدم 8 بوصة (2.0 م). فاز بلقب دوري إن بي إيه.

## المسيرة الاحترافية
لعب مع لوس أنجلوس ليكرز في موسم 1986–1987، ثم لعب مع بروكلين نتس في سنة 1987، ثم لعب مع بالونكيستو مالقا في الدوري الإسباني في موسم 1987–1988، ثم لعب مع بورتلاند ترايل بلايزرز في موسم 1988–1989، ثم لعب مع مينيسوتا تمبر ولفز في سنة 1989، ثم لعب مع بريزبن بولتز في الدوري الأسترالي في موسم 1991–1992.

## روابط خارجية
- أدريان برانش على موقع إن بي أي (الإنجليزية)
- أدريان برانش على موقع سبورتس رفرنس (الإنجليزية)
- أدريان برانش على موقع الدوري الإسباني لكرة السلة (الإسبانية)
- أدريان برانش على موقع كلية كرة السلة في سبورتس رفرنس.كوم (الإنجليزية)
- أدريان برانش على موقع ريلجم (الإنجليزية)
- أدريان برانش على موقع بروبوليرز (الإنجليزية)
- أدريان برانش على موقع سبورتس رفرنس (الإنجليزية)